# Ibrahim Njoya

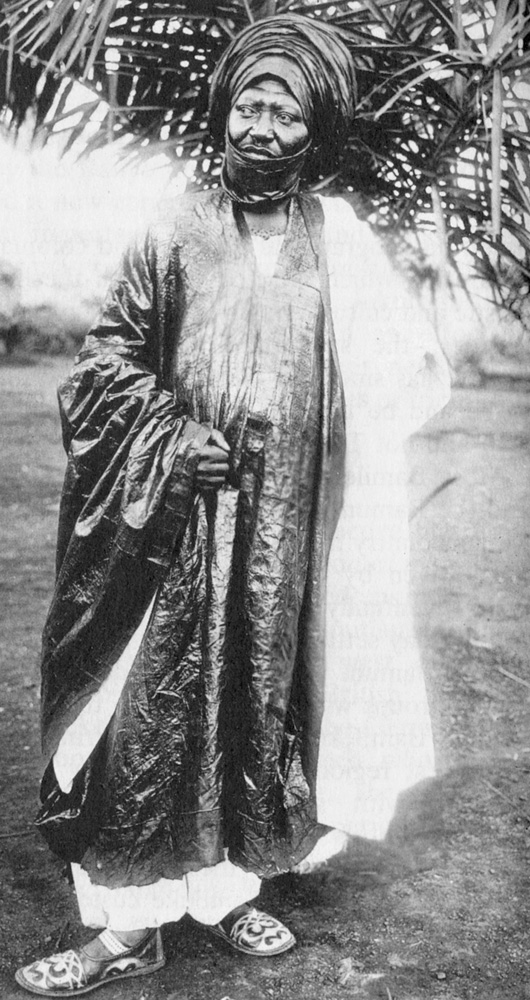
Uma fotografia de Ibrahim Njoya

Rei Ibrahim Mbouombouo Njoya ( Bamum : ꚩꚫꛑꚩꚳ ꚳ꛰ꛀꚧꚩꛂ , Iparəim N spuɔiya, anteriormente escrito em Bamum como  e germanizado como Njoja), foi o décimo sétimo de uma longa dinastia de reis que governavam os Bamuns no oeste dos Camarões, que remonta ao século XIV. Ele sucedeu seu pai Nsangu, e governou de 1886 ou 1887 até sua morte em 1933, quando foi sucedido por seu filho, Seidou Njimoluh Njoya . Ele governou da antiga cidade murada de Fumban .

## Vida

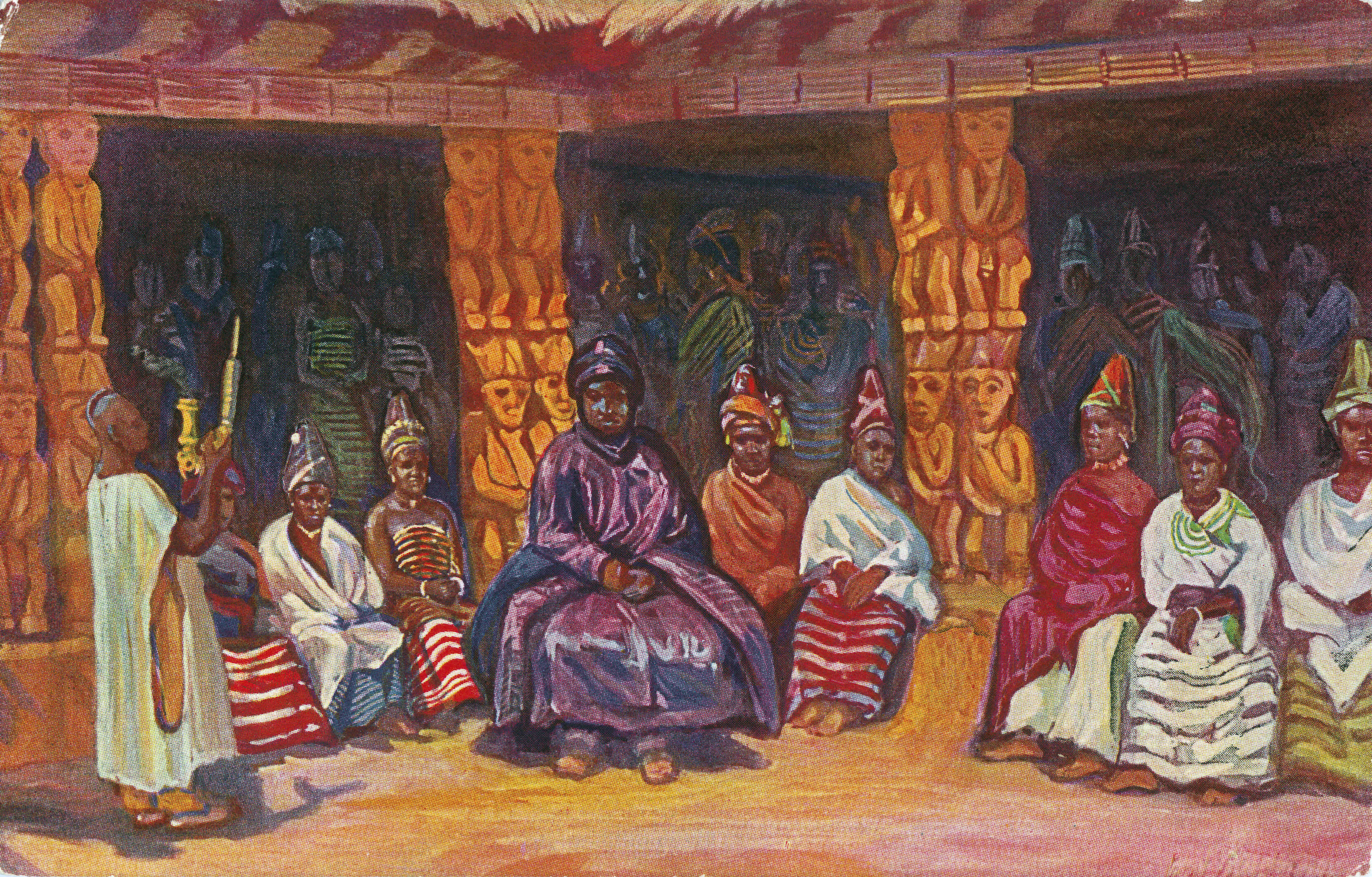
Uma pintura do rei Njoya e suas esposas

O coronel Gorges, do Exército Britânico, que o conheceu em 1914, descreveu-o assim: "Um homem de boa aparência, não do tipo muito negro, vestido com roupas azuis e usando um turbante com a ponta amarrada sob o queixo e a boca". Ele praticava poligamia - Gorges relatou que tinha 600 esposas e 149 filhos em 1915; Supõe-se que ele tivesse 177 filhos ao todo.

Sob a influência de um missionário alemão, Njoya se converteu ao cristianismo . Mais tarde, ele criou uma nova religião sincretista baseada no cristianismo e na religião tradicional de Bamum antes de se converter ao Islã, junto com grande parte de sua corte em 1916. Ele aceitou a autoridade do califa de Sokoto, solicitando que ele o enviasse uma bandeira de emir e professores muçulmanos.

## Governo

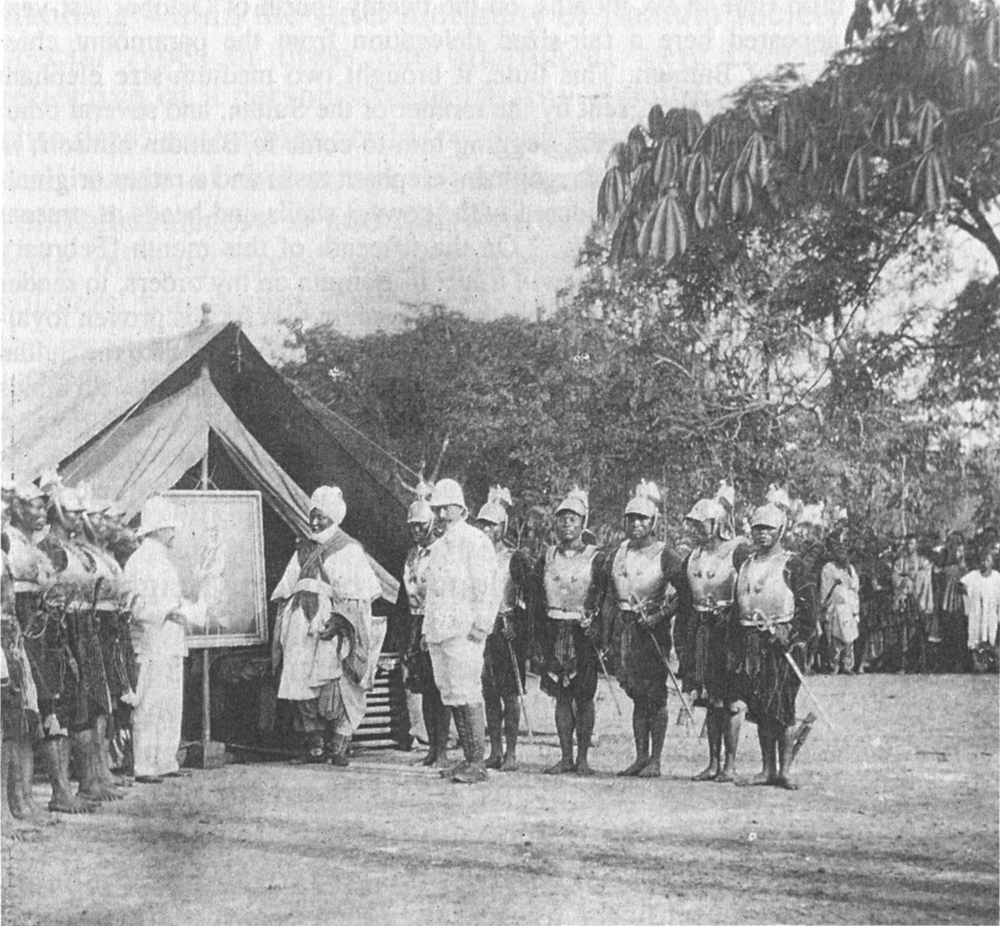
Rei Njoya de Bamum recebendo uma pintura a óleo de Kaiser Wilhelm II. O presente foi em troca de seu apoio na campanha alemã contra os Nso '.

A mãe de Njoya, Njapdunke, atuou como regente até que ele alcançasse a maioridade. Seu domínio oficial foi adiado ainda mais porque a cabeça de seu pai foi mantida por um antigo adversário, o povo Nso . (Por tradição, a cabeça ou o crânio de um ancestral é de importância cerimonial para o Bamum. ) Os alemães o ajudaram a recuperar a cabeça e isso, além de permitirem uma relativa independência, o que ocasionou com que ele mantivesse boas relações com eles. Desde que os colonizadores alemães, depois de tomarem posse dos Camarões e avançarem para o interior, o jovem rei Njoya desenvolveu um forte interesse na cultura deles. Um fator adicional parece ter sido a crença de que lutar contra os alemães seria contraproducente para o seu povo; portanto, ele rejeitou as propostas de resistência de Rudolf Duala Manga Bell . Ele cumprimentou os alemães com grandes celebrações em sua residência em Foumban, que logo lhe renderam o título de figura oficial do governo colonial alemão . O rei Njoya tentou manter um bom relacionamento com o Império Alemão durante sua vida. No aniversário de Kaiser Wilhelm II, ele lhe dera o trono do governador de Buea . Isso colocou Njoya a favor do Kaiser e permitiu a Felix von Luschan, diretor do Museu de Etnologia de Berlim, exibir o trono, que havia sido impresso com grande habilidade em pérolas tingidas. Atualmente o trono ainda pode ser visto no Museu Etnológico de Berlim . Em troca, Wilhelm o enviou seu königlichen Bruder (irmão real), um uniforme alemão de Cuirassier da Guarda Imperial Alemã. Como uma pintura a óleo de Wilhelm II, o uniforme agora é exibido no Museu do Palácio de Foumban .

Njoya estava convencido de que a cultura alemã e a cultura Bamun eram compatíveis. Em cooperação com a administração alemã, ele estabeleceu escolas nas quais as crianças Bamun ampliaram seus conhecimentos de sua língua materna e aprenderem o script Bamun introduzido por Njoya e também transmitiram conhecimentos básicos da língua alemã .

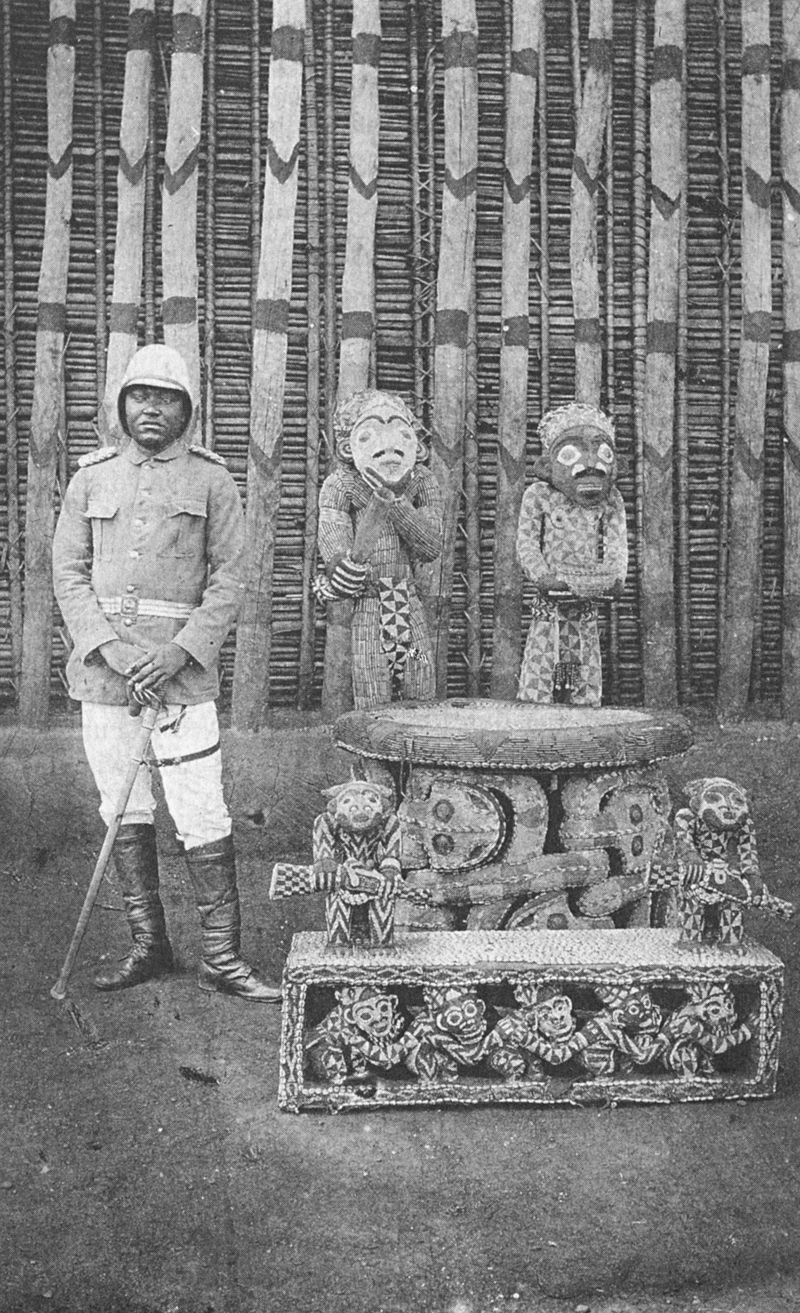
O trono do rei Njoya

Col. Gorges observou em 1914 que ele mantinha uma corte ou durbar diariamente do lado de fora da guarita para a distribuição de justiça e recebimento de tributo, e que todo o seu povo tinha acesso a ele.    Observou-se um código de etiqueta do tribunal muito bem definido: 
 "Qualquer cortesão que deseje falar com ele assume uma atitude encolhida, tira o gorro, aperta as mãos e, dando uma guinada atrás da presença, finalmente chega ao cotovelo real. Aqui ele desvia a cabeça e faz seu pedido em um sussurro rouco. Quando o rei tosse ou limpa a garganta, todos os presentes batem palmas suavemente. " 
 Em 1917, Njoya demoliu o antigo palácio construído na arquitetura tradicional de madeira do Bamun e construiu uma nova residência em estilo de tijolo prussiano em seu lugar.
Em 1916, os franceses assumiram o controle dos Camarões alemães, e o Reino de Bamun perdeu sua autonomia parcial. Desde que Njoya residia em Foumban até 1931, apesar de sua abolição formal pela França, ele, de fato, ainda havia assumido o papel de rei. Também em 1931, ele foi enviado para Yaoundé, onde morreu dois anos depois, em 1933, aos 66 anos. Seu sucessor foi Seidou Njimoluh Njoya .

## Inovações

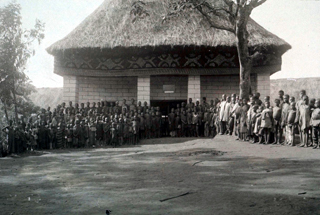
A escola Bamum do rei Njoya, tirada por uma fotografia em Foumban desde 1910

Ibrahim Njoya é creditado com o desenvolvimento do script Bamum, um sistema semi- silábico para escrever na língua Bamum . Antes de seu reinado, a longa história do povo Bamum foi preservada principalmente através da transmissão oral de uma geração para a outra, da maneira da tradição Griot africana . (Isso ocorreu em grande parte em muitas outras civilizações africanas da época. ) 

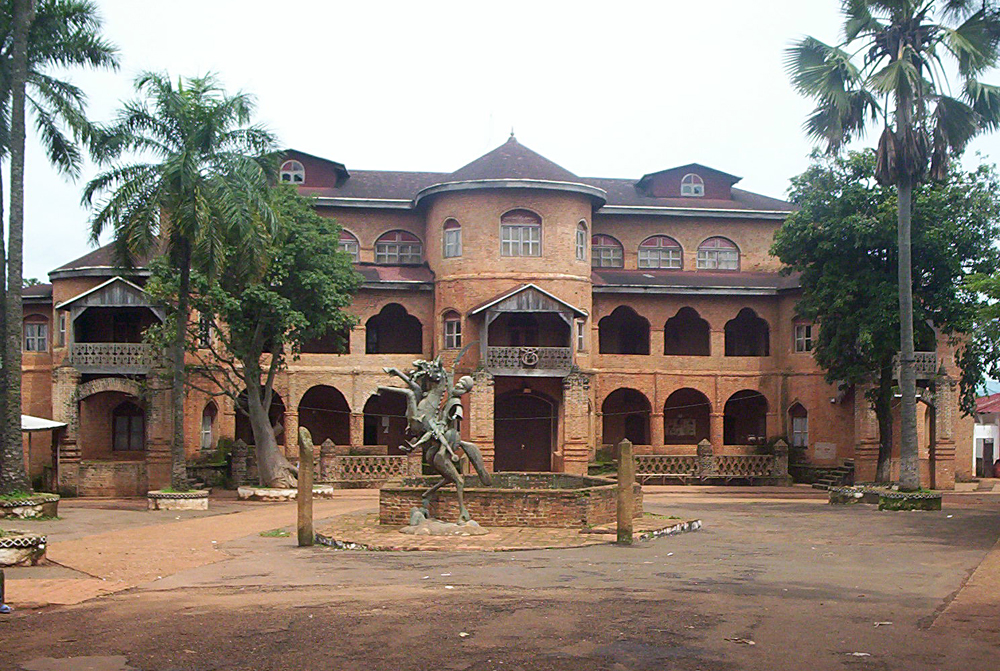
Palácio construído pelo rei Ibrahim Njoya em 1917

Reconhecendo o perigo inerente de fatos históricos importantes serem omitidos ou corrompidos, ele se propôs a estabelecer um meio de registro escrito da história de Bamum. Quando seu trabalho foi concluído, seu alfabeto, chamado A-ka-u-ku,  continha 73 sinais no total.
Njoya também pode ter inventado um moinho manual para moer milho e outros cereais.

Depois de iniciar o projeto nos anos 1980, seu neto, Ibrahim Mbombo Njoya, atual sultão nos Camarões e o mais recente governante da dinastia Bamoun, continuou a transição do palácio para um museu, no qual as crianças em idade escolar estão aprendendo o sistema de escrita desenvolvido por Ibrahim Njoya.